# Оскар Мендоса Асурдіа
Оскар Мендоса Асурдіа (ісп. Óscar Mendoza Azurdia; 4 червня, 1917 — 9 січня 1995) — гватемальський політичний та військовий діяч.

## Кар'єра
Полковник Збройних сил, який очолив урядову хунту в результаті військового перевороту, який усунув від влади тимчасовий уряд президента Луїса Гонсалеса Лопеса. При владі хунта протрималась лише два дні.
1980 року був обраний на пост віце-президента в уряді Фернандо Ромео Лукаса Гарсії. У березні 1982 року залишив посаду внаслідок чергового військового перевороту, того разу на користь Хосе Ефраїна Ріоса Монтта.
Одружений з Бертою Росалес де Мендосою; має дев'ятьох дітей.